# Liubov Yegórova (esquiadora)
Liubov Ivánovna Yegórova –en ruso, Любовь Ивановна Егорова– (Séversk, URSS, 5 de mayo de 1966) es una deportista rusa que compitió para la Unión Soviética en esquí de fondo.
Participó en tres Juegos Olímpicos de Invierno, entre los años 1992 y 2002, obteniendo en total nueve medallas: cinco en Albertville 1992, oro en 15 km, 10 km persecución y el relevo (junto con Yelena Välbe, Raisa Smetanina y Larisa Lazutina) y plata en 5 km y 30 km, y cuatro en Lillehammer 1994, oro en 5 km, 10 km y el relevo (con Yelena Välbe, Larisa Lazutina y Nina Gavryliuk) y plata en 15 km.
Ganó seis medallas en el Campeonato Mundial de Esquí Nórdico, en los años 1991 y 1993. Además, obtuvo una medalla de oro en el Campeonato Mundial de Esquí Nórdico de 1997, que perdió por dopaje.
En 1994 fue condecorada con el título de Héroe de la Federación de Rusia.

## Palmarés internacional
| Representando a la URSS           |                        |                   |                           |
| Campeonato Mundial                |                        |                   |                           |
| Año                               | Lugar                  | Medalla           | Prueba                    |
| 1991                              | Val di Fiemme (Italia) | Medalla de oro    | 30 km                     |
| 1991                              | Val di Fiemme (Italia) | Medalla de oro    | Relevo 4 × 5 km           |
| Representando al Equipo Unificado |                        |                   |                           |
| Juegos Olímpicos                  |                        |                   |                           |
| Año                               | Lugar                  | Medalla           | Prueba                    |
| 1992                              | Albertville (Francia)  | Medalla de oro    | 15 km                     |
| 1992                              | Albertville (Francia)  | Medalla de oro    | 10 km persecución         |
| 1992                              | Albertville (Francia)  | Medalla de oro    | Relevo 4 × 5 km           |
| 1992                              | Albertville (Francia)  | Medalla de plata  | 5 km                      |
| 1992                              | Albertville (Francia)  | Medalla de plata  | 30 km                     |
| Representando a Rusia             |                        |                   |                           |
| Juegos Olímpicos                  |                        |                   |                           |
| Año                               | Lugar                  | Medalla           | Prueba                    |
| 1994                              | Lillehammer (Noruega)  | Medalla de oro    | 5 km                      |
| 1994                              | Lillehammer (Noruega)  | Medalla de oro    | 10 km                     |
| 1994                              | Lillehammer (Noruega)  | Medalla de oro    | Relevo 4 × 5 km           |
| 1994                              | Lillehammer (Noruega)  | Medalla de plata  | 15 km                     |
| Campeonato Mundial                |                        |                   |                           |
| Año                               | Lugar                  | Medalla           | Prueba                    |
| 1993                              | Falun (Suecia)         | Medalla de oro    | Relevo 4 × 5 km           |
| 1993                              | Falun (Suecia)         | Medalla de plata  | 5 km                      |
| 1993                              | Falun (Suecia)         | Medalla de bronce | 7,5 km+7,5 km persecución |
| 1993                              | Falun (Suecia)         | Medalla de bronce | 30 km                     |
| 1997                              | Trondheim (Noruega)    | DSC               | 5 km                      |